# 3 (film fra 1971)
 For alternative betydninger, se 3 (flertydig). (Se også artikler, som begynder med 3)
3 er en norsk dramafilm fra 1971 instrueret af Nicole Macé, med Per Tofte, Tone Schwarzott, Hanne Løye og Anne Marie Ottersen. Filmen handler om et Polyamory-forhold mellem en mand og to kvinder.

## Medvirkende
- Hanne Løye – Ingrid
- Anne Marie Ottersen – Wilhelmine
- Per Tofte – Jan
- Tone Schwarzott – Tone
- Birgit Brüel – Ingrids mor
- Lillian Lydersen – Sonja
- Arne Aas – Sjef
- Ragnhild Michelsen – Lærerinde
- Thomas Wollnick – Thomas
- Ivar Lid
- Sverre Anker Ousdal
- Thorleif Reiss
- Axel Thue
- Bente Børsum
- Alf Hallgren
- Gerd Jørgensen
- Bernt Erik Larssen